# Trou d'allègement

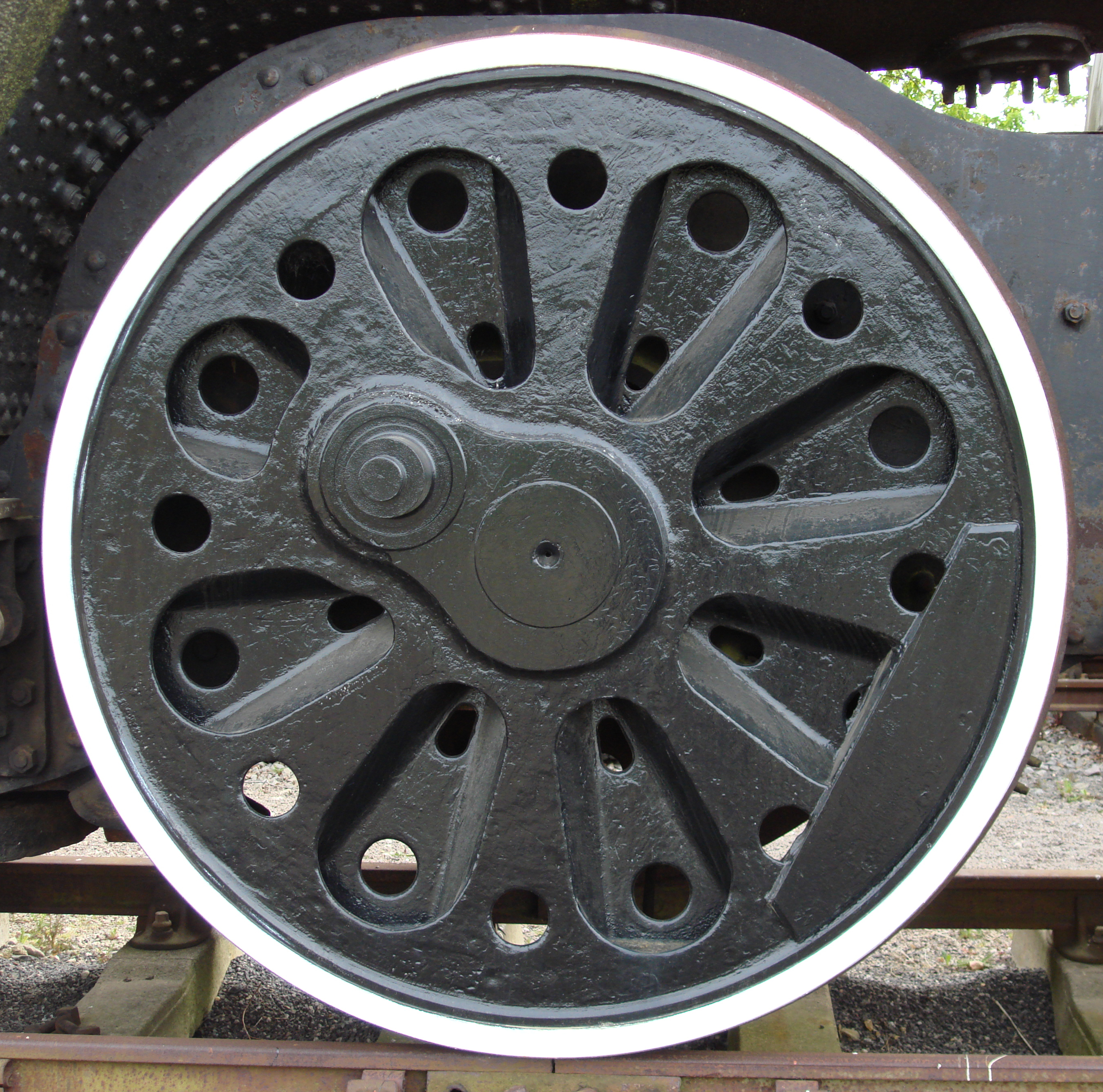
Trous d'allègement dans la roue de la locomotive Bulleid Firth Brown.

Les trous d'allégement sont des trous aménagés dans les composants structurels de machines et de bâtiments pour diminuer leur masse. Les bords du trou peuvent être bordés (en) pour augmenter la rigidité et la résistance du composant. Les trous peuvent être circulaires, triangulaires, elliptiques ou rectangulaires et doivent avoir des bords arrondis. Ils ne doivent pas fragiliser l'élément : sans angles vifs, pour éviter la concentration des contraintes ; et à bonne distance du bord ou d'un vide de la pièce,.

## Secteurs

### Aviation

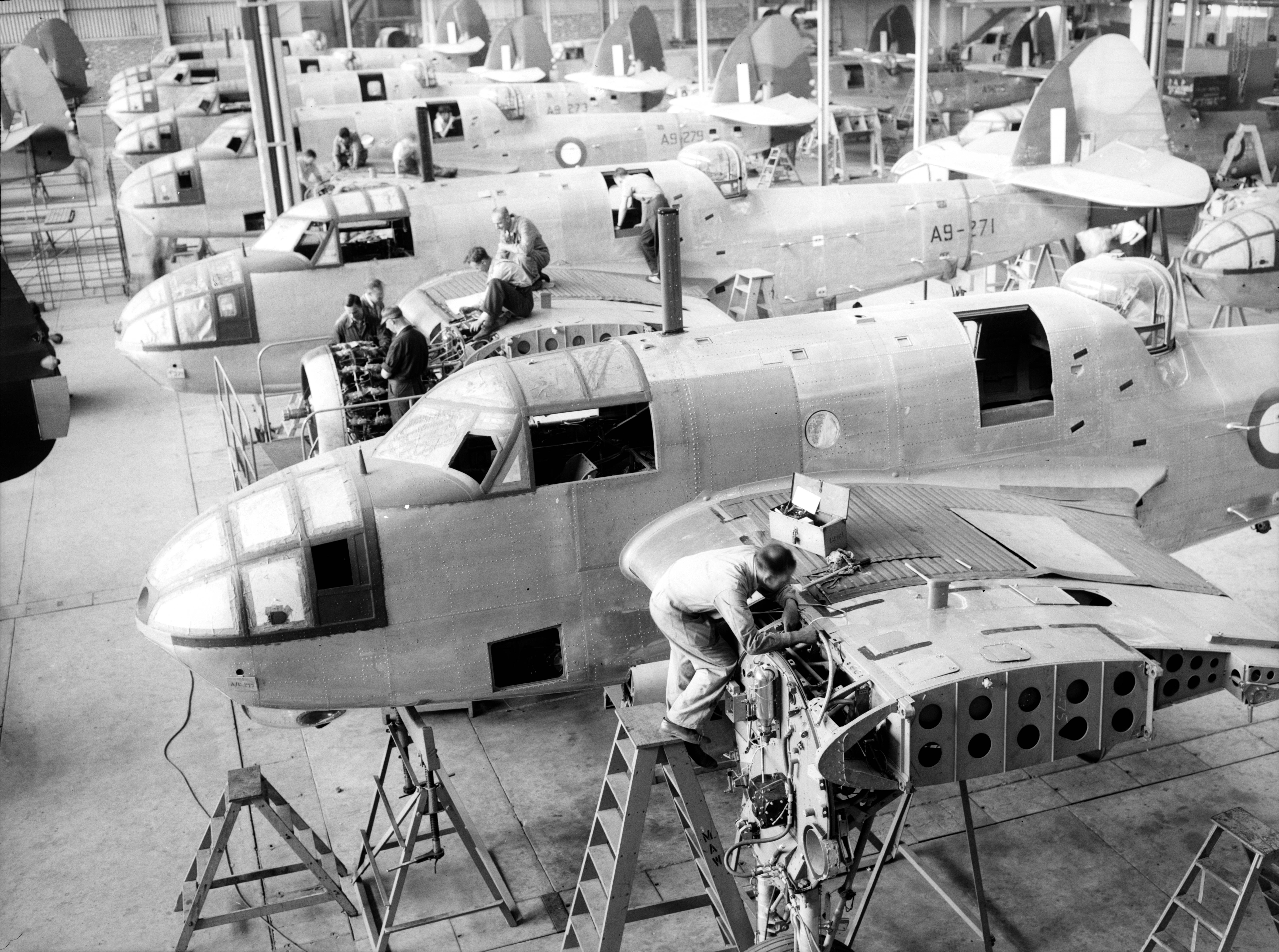
Fabrication aéronautique en Australie 1943, montrant les trous d'allègement circulaires dans les nervures des ailes.

Les trous d’allégement sont souvent utilisés dans l’industrie aéronautique puisque cela permet à l'avion d'être aussi léger que possible, tout en conservant la durabilité et la navigabilité de la structure,.

### Maritime
Des trous d'allègement ont été utilisés dans l'ingénierie maritime pour augmenter la navigabilité du navire,,.

### Sports mécaniques

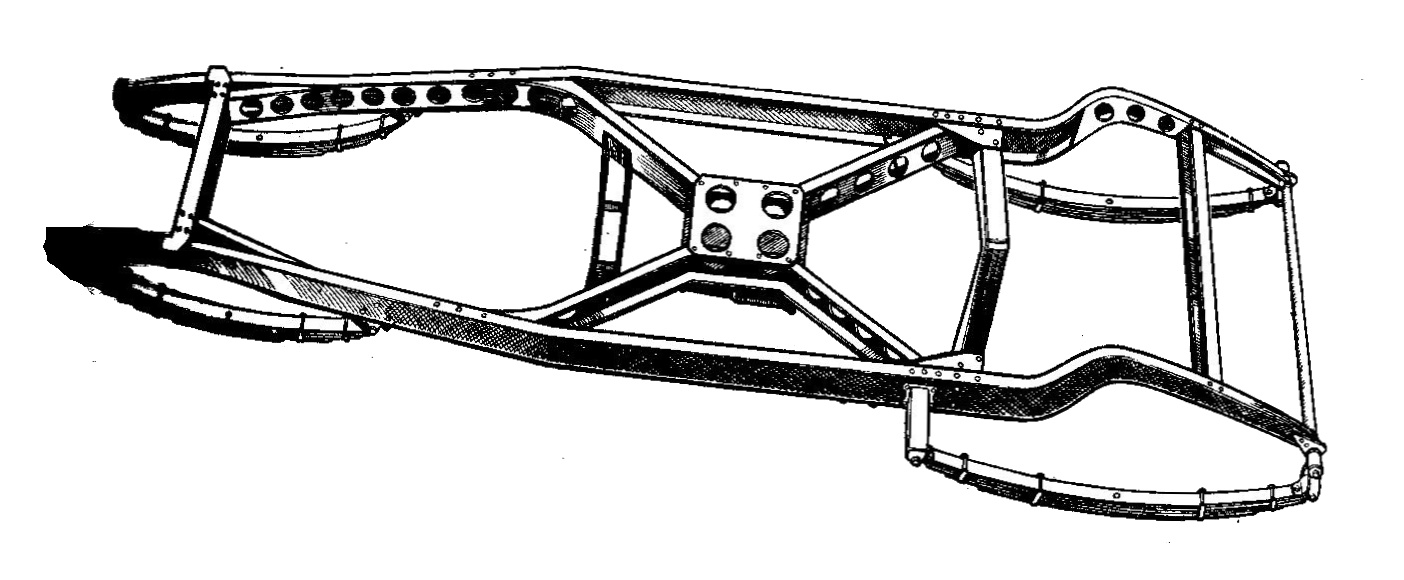
Châssis de voiture avec trous d'allègement, vers 1935.

Les trous d’allègement sont devenus une caractéristique importante de la course automobile dans les années 1920 et 1930. Les éléments de châssis, les composants de suspension, les carters de moteur et même les bielles ont été percés d'une série de trous, de tailles presque aussi grandes que le composant.

« [The] wisdom of the day was to make everything along the lines of a brick shithouse [...] and then drill holes in the bits to lighten them. »

— David Kelsey, Lotus Cars

### Architecture

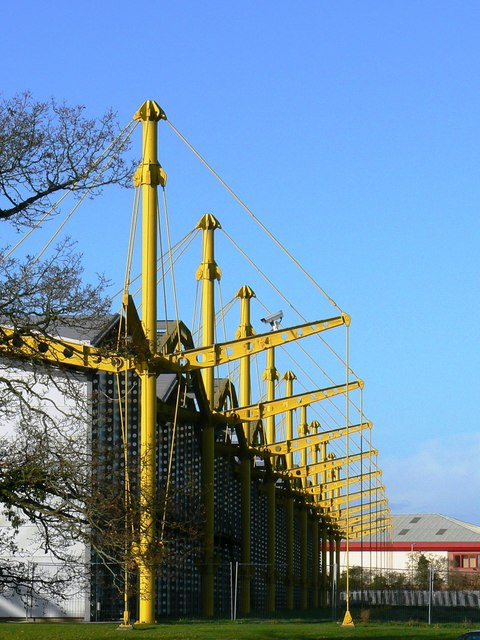
The Spectrum Building, ancien Renault Distribution Centre, Swindon, Foster Associates,1982.

Des trous d’allègement ont été utilisés dans diverses conceptions architecturales. Au cours des années 1980 et au début des années 1990, les trous d'allègement étaient à la mode, quelque peu considérés comme futuristes et étaient utilisés dans des unités industrielles, des salles d'exposition automobiles, des centres commerciaux, des centres sportifs, etc. Parsons House à Londres est un bâtiment remarquable qui utilise des trous d'allègement depuis sa création. rénovation en 1988,. Le Ringwood Health & Leisure Centre, dans le Hampshire, est un autre exemple notable,.